# 오카자키 쇼
오카자키 쇼(일본어: 岡崎 翔 おかざき しょう[*], 1985년 11월 13일 ~ )는 일본의 싱어송라이터, 라디오 진행자이다. 오카야마현 오카야마시 히가시구 출신이다.